# Фліппін (Арканзас)
Фліппін (англ. Flippin) — місто (англ. city) в США, в окрузі Меріон штату Арканзас. Населення — 1345 осіб (2020).

## Географія
Фліппін розташований за координатами 36°16′39″ пн. ш. 92°35′34″ зх. д. / 36.27750° пн. ш. 92.59278° зх. д. (36.277448, -92.592734).  За даними Бюро перепису населення США в 2010 році місто мало площу 4,74 км², уся площа — суходіл.

## Демографія
Згідно з переписом 2010 року, у місті мешкало 1355 осіб у 596 домогосподарствах у складі 371 родини. Густота населення становила 286 осіб/км².  Було 674 помешкання (142/км²). 
Расовий склад населення:
| - 96,8 % — білих - 1,0 % — корінних американців - 0,3 % — азіатів - 0,1 % — вихідців з тихоокеанських островів |

До двох чи більше рас належало 1,6 %. Іспаномовні складали 2,1 % від усіх жителів.
За віковим діапазоном населення розподілялося таким чином: 25,8 % — особи молодші 18 років, 55,9 % — особи у віці 18—64 років, 18,3 % — особи у віці 65 років та старші. Медіана віку мешканця становила 39,3 року. На 100 осіб жіночої статі у місті припадало 83,6 чоловіків;  на 100 жінок у віці від 18 років та старших — 78,8 чоловіків також старших 18 років.
Середній дохід на одне домашнє господарство  становив 30 635 доларів США (медіана — 25 033), а середній дохід на одну сім'ю — 36 736 доларів (медіана — 33 188). Медіана доходів становила 29 375 доларів для чоловіків та 23 125 доларів для жінок. За межею бідності перебувало 32,0 % осіб, у тому числі 49,1 % дітей у віці до 18 років та 15,1 % осіб у віці 65 років та старших.
Цивільне працевлаштоване населення становило 525 осіб. Основні галузі зайнятості: виробництво — 44,6 %, освіта, охорона здоров'я та соціальна допомога — 13,9 %, роздрібна торгівля — 10,7 %, мистецтво, розваги та відпочинок — 9,5 %.
За даними перепису населення 2000 в Фліппіні проживало 1357 осіб, 357 сімей, налічувалося 583 домашніх господарств і 644 житлових будинки. Середня густота населення становила близько людина на один квадратний кілометр. Расовий склад Фліппіна за даними перепису розподілився таким чином: 95,87 % білих, 0,44 % — чорних або афроамериканців, 1,11 % — корінних американців, 0,29 % — азіатів, 2,21 % — представників змішаних рас, 0,07 % — інших народів. Іспаномовні склали 0,81 % від усіх жителів міста.
З 583 домашніх господарств в 29,2 % — виховували дітей у віці до 18 років, 44,3 % представляли собою подружні пари, які спільно проживали, в 14,2 % сімей жінки проживали без чоловіків, 38,6 % не мали сімей. 33,4 % від загального числа сімей на момент перепису жили самостійно, при цьому 16,1 % склали самотні літні люди у віці 65 років та старше. Середній розмір домашнього господарства склав 2,33 особи, а середній розмір родини — 2,99 особи.
Населення міста за віковим діапазоном за даними перепису 2000 року розподілилося таким чином: 27,9 % — жителі молодше 18 років, 8,7 % — між 18 і 24 роками, 27,6 % — від 25 до 44 років, 20,0 % — від 45 до 64 років і 15,8 % — у віці 65 років та старше. Середній вік мешканця склав 35 років. На кожні 100 жінок в Фліппіні припадало 85,4 чоловіків, у віці від 18 років та старше — 74,5 чоловіків також старше 18 років.